# Faculdade Impacta Tecnologia
A Faculdade Impacta Tecnologia (FIT) é uma instituição brasileira de ensino superior com foco em tecnologia da informação e gestão empresarial. 
Seu campus localiza-se no bairro da Barra Funda, na cidade de São Paulo.

## História
Fundada em 2003, a Faculdade Impacta Tecnologia começou a funcionar com cursos noturnos voltados a área de tecnologia da informação. 
Localizada em um edifício de médio porte, construído para uso educacional, no bairro da Vila Clementino, próximo ao Metrô Santa Cruz, de onde originou o nome do campus.
No ano de 2007, foi considerada "uma das seis melhores parceiras acadêmicas" da TCS, umas das maiores empresas do mundo na área de tecnologia da informação.
Em 2009, a faculdade realizou intercâmbios internacionais em parceria com duas universidades norte americanas: o CCC&TI (Caldwell Community College and Technical Institute) e a ASU (Appalachian State University).
No início dos anos 2010, devido a grande procura, a faculdade abriu mais duas pequenas unidades para dar suporte aos cursos de pós-graduação, sendo uma unidade próxima ao campus principal e outra unidade próximo ao Metrô Consolação.
Em 2011 e 2012, a faculdade teve seus cursos reconhecidos pelo MEC.
Em agosto de 2014, o campus Metrô Santa Cruz e toda a estrutura da faculdade foram transferidos para o bairro da Barra Funda, na zona oeste da capital. A antiga unidade principal e todas as unidades auxiliares foram fechadas, sendo concentrado tudo na nova sede. De acordo com a diretoria da faculdade, o novo campus é três vezes maior que a antiga estrutura da instituição, com capacidade para atender até 20 mil estudantes.

## Cursos
Em maio de 2015, a FIT contava com os seguintes cursos de graduação (bacharelados e cursos superiores de tecnologia) e pós-graduação:

### Graduação
Bacharelados
- Administração  (ênfase em tecnologia da informação)
- Sistemas de Informação

Cursos Superiores de Tecnologia
- Análise e Desenvolvimento de Sistemas
- Banco de Dados
- Gestão da Tecnologia da Informação
- Jogos Digitais
- Produção Multimídia (ênfase em Design de Mídia Digital)
- Processos Gerenciais
- Redes de Computadores

### Pós-graduação
Lato Sensu
- Business Intelligence com Big Data
- Design de Interação (Ênfase em Design Thinking)
- Arquitetura da Informação e Experiência do Usuário (UX)
- Engenharia de Software
- MBA em Gestão de Projetos (ênfase no PMI)
- MBA em Marketing Digital

Aperfeiçoamento
- Investigação de Fraudes e Forense Computacional

## Estrutura e tecnologia
Desde sua fundação, a FIT utiliza o sistema de gravação de aulas em lousas eletrônicas, que permite que os alunos façam consultas a todo o conteúdo da aula, incluindo os comentários e anotações do professor, pois tudo fica salvo eletronicamente em um arquivo de computador, inclusive o áudio . 
De acordo com o site da Scheiner Solutions, empresa que distribui com exclusividade a lousa interativa SMART Board™ no Brasil, a FIT traduz o melhor uso da tecnologia e com isso alcança retorno sobre investimento em curto prazo. 
Segundo Cláudia Scheiner, diretora da empresa,  “a equipe da Faculdade Impacta se dedicou em conhecer e aplicar a tecnologia em toda sua extensão, existe uma preocupação com a capacitação do educador e com a precisão e qualidade das informações transmitidas para os alunos” .